# Голобрдаць
Голобрдаць (хорв. Golobrdac) — населений пункт у Хорватії, у Бродсько-Посавській жупанії у складі громади Церник.

## Населення
Населення за даними перепису 2011 року становило 0 осіб.
Динаміка чисельності населення поселення:

## Клімат
Середня річна температура становить 10,48 °C, середня максимальна – 24,17 °C, а середня мінімальна – -5,62 °C. Середня річна кількість опадів – 918 мм.
| Клімат поселення                              | Клімат поселення | Клімат поселення | Клімат поселення | Клімат поселення | Клімат поселення | Клімат поселення | Клімат поселення | Клімат поселення | Клімат поселення | Клімат поселення | Клімат поселення | Клімат поселення | Клімат поселення |
| Показник                                      | Січ.             | Лют.             | Бер.             | Квіт.            | Трав.            | Черв.            | Лип.             | Серп.            | Вер.             | Жовт.            | Лист.            | Груд.            |                  |
| Середній максимум, °C                         | 6,60             | 8,19             | 12,44            | 16,19            | 21,07            | 24,17            | 23,51            | 23,00            | 19,29            | 14,62            | 9,12             | 5,04             |                  |
| Середня температура, °C                       | 0,50             | 2,08             | 6,34             | 10,08            | 14,96            | 18,04            | 20,04            | 19,53            | 15,82            | 11,15            | 5,65             | 1,58             |                  |
| Середній мінімум, °C                          | −5,62            | −4,04            | 0,22             | 3,96             | 8,84             | 11,94            | 16,59            | 16,07            | 12,36            | 7,68             | 2,19             | −1,89            |                  |
| Норма опадів, мм                              | 56               | 52               | 62               | 77               | 85               | 105              | 86               | 87               | 73               | 79               | 86               | 70               |                  |
| Середньомісячна швидкість вітру, м/с          | 1.99             | 2.22             | 2.51             | 2.43             | 2.22             | 2.01             | 1.96             | 1.83             | 1.87             | 1.95             | 2.01             | 2.05             |                  |
| Середньомісячна сонячна радіація, кДж/м²·день | 4373             | 7135             | 10898            | 15155            | 19249            | 21334            | 22147            | 19781            | 14799            | 9263             | 4979             | 3675             |                  |
| --------------------------------------------- | ---------------- | ---------------- | ---------------- | ---------------- | ---------------- | ---------------- | ---------------- | ---------------- | ---------------- | ---------------- | ---------------- | ---------------- | ---------------- |
| Джерело:                                      |                  |                  |                  |                  |                  |                  |                  |                  |                  |                  |                  |                  |                  |